# Conus caysalensis
Espèce
Statut de conservation UICN

 LC  : Préoccupation mineure
Conus caysalensis est une espèce de mollusques gastéropodes marins de la famille des Conidae.
Comme toutes les espèces du genre Conus, ces escargots sont prédateurs et venimeux. Ils sont capables de « piquer » les humains et doivent donc être manipulés avec précaution, voire pas du tout.

## Description
La taille de la coquille varie entre 13 mm et 20 mm.

## Distribution
Cette espèce marine est présente au large des Bahamas.

### Niveau de risque d’extinction de l’espèce
Selon l'analyse de l'UICN réalisée en 2011 pour la définition du niveau de risque d'extinction, cette espèce est endémique au Cay Sal Bank, aux Bahamas, qui est un grand atoll corallien. Il n'y a pas de menaces connues et elle est quelque peu protégée de la collecte car elle se trouve dans un endroit éloigné. Cette espèce est de préoccupation mineure.

## Taxonomie

### Publication originale
L'espèce Conus caysalensis a été décrite pour la première fois en 1994 par les malacologistes italiens Luigi Raybaudi Massilia (d) et Alessandro Prati Musetti dans la publication intitulée « World Shells »,.

### Synonymes
- Conus (Dauciconus) caysalensis L. Raybaudi & Prati, 1994 · appellation alternative
- Purpuriconus caysalensis (L. Raybaudi & Prati, 1994) · non accepté

## Identifiants taxonomiques
Chaque taxon catalogué par les bases de données biologiques et taxonomiques possède un identifiant qui permet d'établir un point de référence. Les identifiants de Conus caysalensis dans les principales bases sont les suivants :
CoL : XX4Z - GBIF : 6510806 - iNaturalist : 431899 - IRMNG : 11866644 - TAXREF : 150948 - UICN : 192363 - WoRMS : 429438